# El buen ladrón
El buen ladrón (en italiano: Il ladrone) es una película de comedia italiana escrita y dirigida por Pasquale Festa Campanile y protagonizada por Enrico Montesano y Edwige Fenech.
Por su actuación en esta película y en Desayuno con langosta, Enrico Montesano fue premiado con un especial David di Donatello.

## Reparto
- Enrico Montesano: Caleb
- Edwige Fenech: Deborah
- Bernadette Lafont: Appula
- Claudio Cassinelli: Jesús
- Susanna Martinková
- Sara Franchetti